# HMS Zinnia (K98)
«Зінніа» (англ. HMS Zinnia (K98) — військовий корабель, корвет типу «Флавер» Королівського військово-морського флоту Великої Британії за часів Другої світової війни.
Корвет «Зінніа» був закладений 20 серпня 1940 року на верфі компанії Smith's Dock Company у Редкар і Клівленді. 28 листопада 1940 року він був спущений на воду, а 30 березня 1941 року увійшов до складу Королівських ВМС Великої Британії.
Під час Другої світової війни охороняв конвої в Північній Атлантиці в рамках битви за Атлантику. 23 серпня 1941 року під час супроводу конвою OG 71 був уражений торпедою з підводного човна U-564 під командуванням Райнгарда Зурена, вибухнув і затонув на захід від Португалії.